# Cuerpo de Bomberos de Santiago

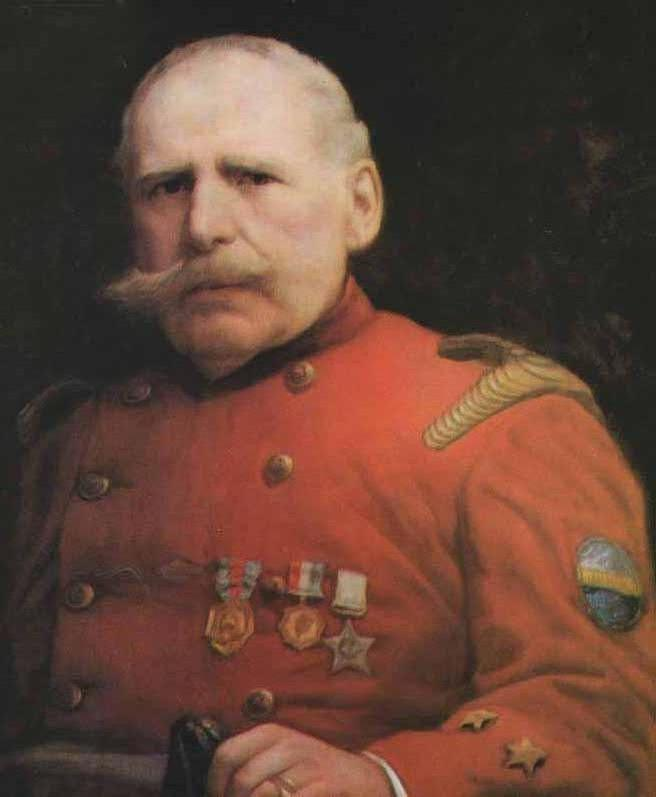
Retrato de José Luis Claro y Cruz, uno de los fundadores del cuerpo en 1863.

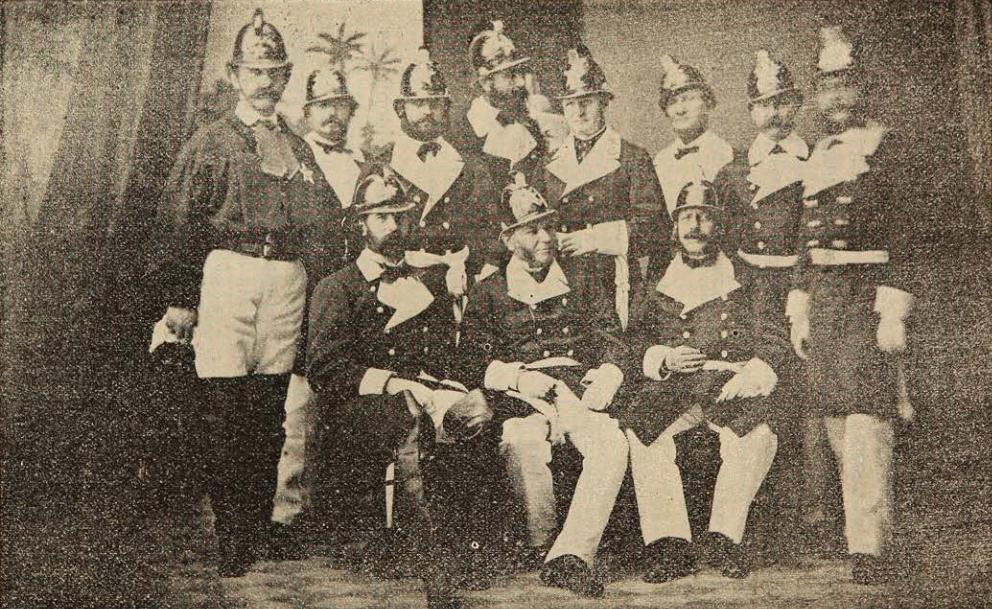
El Primer Directorio de Santiago (1864): José Besa, Anjel Custodio Gallo, Agustín José Prieto, Manuel Recabárren, Enrique Meiggs, Cárlos Monery, Gastón Dubord, Adolfo Eastman, Manuel Antonio Matta, Juan Tomás Smith y Máximo A. Argüelles.

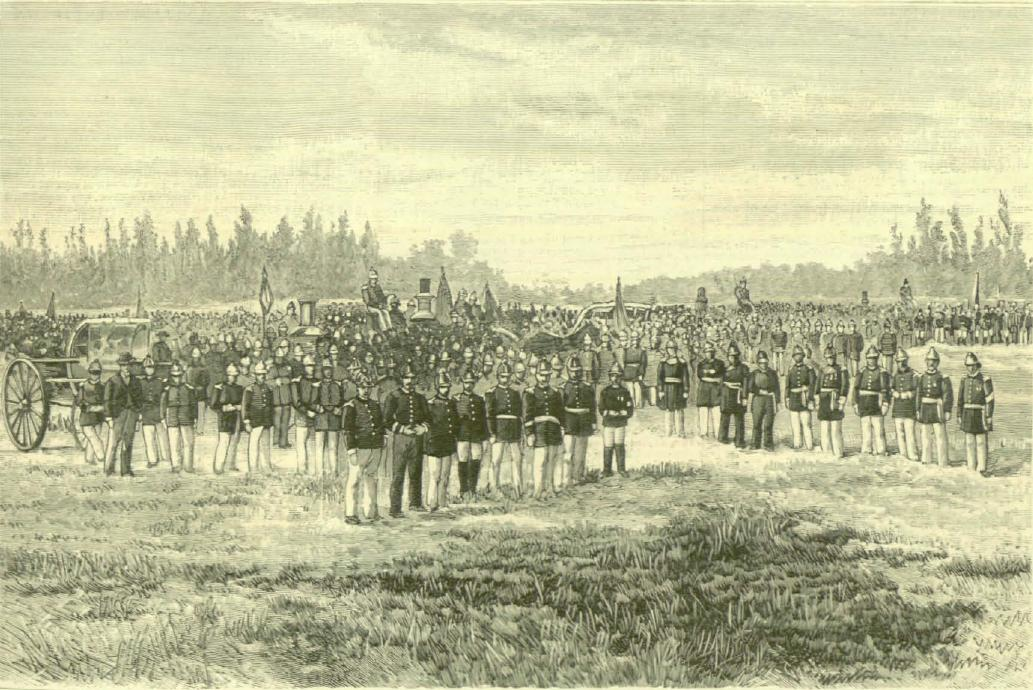
Revista general del Cuerpo de Bomberos de Santiago en 1886.

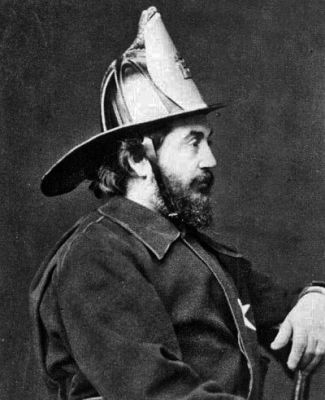
Guillermo Matta, voluntario de la Segunda Compañía "Esmeralda", en 1872.

El Cuerpo de Bomberos de Santiago (CBS) opera en las comunas de Santiago, Estación Central, Renca, Recoleta (Parte sur), Independencia, Providencia, Las Condes, Vitacura y Lo Barnechea, en Santiago de Chile. Actualmente está conformado por 22 compañías, lo que lo convierte en el Cuerpo de Bomberos más grande del país. Abarcan 9 comunas del gran Santiago.
Fue fundado el 20 de diciembre de 1863.
Sus Compañías desarrollan diversas labores, como la extinción de incendios, el rescate vehicular y el manejo de materiales peligrosos, entre otros.

## Historia
En la segunda mitad del siglo XIX, la ciudad de Santiago empezó a sufrir las consecuencias del proceso de urbanización mundial dada la migración campo-ciudad. Así, la ciudad fue creciendo explosivamente y por ende sus servicios públicos se hicieron insuficientes. Uno de estos servicios era el de extinción de incendios. Si bien aquel servicio era supuestamente financiado y desarrollado por órganos dependientes del gobierno, este en la práctica no existía.
En el incendio que afectó la Iglesia de la Compañía de Jesús, un concurrido templo que se ubicaba en el centro de Santiago, no hubo servicio que pudiese extinguir tremenda calamidad. El templo ardió repleto de fieles, la mayoría mujeres y niños, que celebraban el día martes 8 de diciembre el día de la Virgen María. Como respuesta a las múltiples consecuencias que trajo aquel siniestro, José Luis Claro y Cruz, un acomodado vecino de la ciudad, llamó a todos los jóvenes y a quienes quisieran a constituir una compañía de bomberos para dar respuesta y evitar tragedias como la que había sucedido.
Así, el 14 de diciembre de 1863 el periódico El Ferrocarril publicó la noticia que aquel día se habían reunido 200 personas para formar un Cuerpo de Bomberos y que, la concurrencia, por aclamación general designó a los hombres que formarían el Directorio del futuro cuerpo, entre los cuales figuraban José Besa, Ángel Custodio Gallo, José Luis Claro y Enrique Meiggs. En esta misma reunión se acordó reunirse nuevamente el 20 de diciembre de 1863, fecha en que se fundó oficialmente el Cuerpo de Bomberos de Santiago. Inmediatamente se acordó organizar el cuerpo en cuatro compañías: del Oriente, del Sur y del Poniente, y una Compañía de Guardias de Propiedad, y de adoptar el régimen administrativo y reglamentario del Cuerpo de Bomberos de Valparaíso, el primer cuerpo de Bomberos de Chile. Como integrantes de su directorio fueron elegidos Ángel Custodio Gallo como comandante, José Agustín Prieto como vicecomandante, Juan Tomás Smith como tesorero general, Máximo A. Arguelles como secretario general, José Besa como director de la Compañía de Oriente, Manuel Recabarren como director de la Compañía del Sur, Enrique Meiggs como director de la Compañía del Poniente y Manuel Antonio Matta como director de la Compañía de Guardia de Propiedad.

En Santiago de Chile, a veinte días del mes de Diciembre de 1863, a consecuencia del voraz incendio del Templo de la Compañía, que en la tarde del 8 del corriente arrebató a Santiago dos mil madres e hijas de familia, numerosos vecinos de esta ciudad se han reunido espontáneamente en los salones del casino de la Filarmónica con el propósito de formar un Cuerpo de Bomberos Voluntarios que prevengan en lo futuro desgracias de igual origen. De común acuerdo convinieron en adoptar, en general, para este Cuerpo la organización y régimen del Cuerpo de Bomberos de Valparaíso y organizar desde luego tres Compañías de Bomberos, con denominación: del Oriente (actual 1ª, Director José Besa), del Sur (actual 2ª, Director Manuel Recabarren) y del Poniente (actual 3ª, Director Enrique Meiggs), y una Compañía de Guardias de Propiedad (actual 6ª, Director Manuel Antonio Matta).
Acta de Fundación del CBS

### Mártires del Cuerpo de Bomberos de Santiago
El Cuerpo cuenta hasta la fecha con 49 mártires, fallecidos en cumplimento de su deber.

## Oficialidad General
La oficialidad para el período 2024 está constituida por:
| Cargo               | Nombre                               |
| ------------------- | ------------------------------------ |
| Superintendente     | Gabriel Huerta Torres (17.ª Cía)     |
| Vicesuperintendente | Alvaro Lara Alba (20.ª Cía)          |
| Comandante          | Giorgio Tromben Marcone (3.ª Cía)    |
| 2.º Comandante      | Juan Pablo Slako Guajardo (13.ª Cía) |
| 3.er Comandante     | Piero Tardito Aguilera (9.ª Cía)     |
| 4.º Comandante      | Sergio Yévenez Santander (16.ª Cía)  |
| Secretario General  | Jerónimo Carcelén Pacheco (5.ª Cía)  |
| Tesorero General    | Alejandro Aedo Catalán (16.ª Cía)    |
| Intendente General  | Sebastián Russi del Río (5.ª Cía)    |

## Compañías
El Cuerpo de Bomberos de Santiago está conformado por las siguientes compañías, divididas operacionalmente en dos especialidades básicas: 17 compañías de Agua y 5 de Escala (zapadores):
| Compañía                                                                                  | Fundación                | Especialidad                                    | Cuartél                               |
| ----------------------------------------------------------------------------------------- | ------------------------ | ----------------------------------------------- | ------------------------------------- |
| Primera Compañía "Mapocho"                                                                | 20 de diciembre de 1863  | - Agua - Rescate Urbano                         | José Miguel de la Barra #411 Santiago |
| Segunda Compañía "Esmeralda"                                                              | 20 de diciembre de 1863  | - Agua - Incendios patrimoniales                | Av. Santa María #499 Recoleta         |
| Tercera Compañía "José Luis Claro Cruz"                                                   | 20 de diciembre de 1863  | - Agua - Abastecimiento                         | Av. Vicuña Mackenna #97 Santiago      |
| Cuarta Compañía "Pompe France"                                                            | 19 de enero de 1864      | - Agua - Materiales peligrosos                  | Santo Domingo #1495 Santiago          |
| Quinta Compañía "Arturo Prat"                                                             | 7 de diciembre de 1873   | - Agua - Incendios Altura                       | Nataniel Cox #85 Santiago             |
| Sexta Compañía "Salvadores y Guardia de Propiedad"                                        | 20 de diciembre de 1863  | - Escala (Zapadores) - Rescate Técnico Pesado   | Av. Ejército libertador #212 Santiago |
| Séptima Compañía "Zapadores Franco-Chilenos"                                              | 18 de enero de 1864      | - Escala (Zapadores) - Rescate Técnico Pesado   | Av. Matta #407 Santiago               |
| Octava Compañía "Bomba Bellavista"                                                        | 30 de diciembre de 1863  | - Escala (Zapadores) - Rescate Técnico Pesado   | Av. Recoleta #99 Recoleta             |
| Novena Compañía "Bomba Yungay"                                                            | 4 de junio de 1892       | - Agua                                          | Compañía #2199 Santiago               |
| Décima Compañía "Bomba España"                                                            | 17 de mayo de 1892       | - Agua                                          | Av. Matta #576 Santiago               |
| Undécima Compañía "Pompa Italia"                                                          | 3 de junio de 1914       | - Agua                                          | República #94 Santiago                |
| Decimosegunda Compañía "Chile-Exélsior"                                                   | 7 de junio de 1893       | - Escala (Zapadores) - Rescate                  | Compañía de Jesús #1981 Santiago      |
| Decimotercera Compañía "Bomba Providencia"                                                | 25 de noviembre de 1940  | - Agua                                          | Eliodoro Yáñez #974 Providencia       |
| Decimocuarta Compañía "The British and Commonwealth Fire & Rescue Company J.A.S. Jackson" | 29 de septiembre de 1958 | - Agua - Rescate Técnico Pesado                 | Av. Tobalaba #455 Providencia         |
| Decimoquinta Compañía "Máximo Humbser"                                                    | 29 de octubre de 1958    | - Escala (Zapadores) - Rescate Técnico Pesado   | Av. Apoquindo #8115 Las Condes        |
| Decimosexta Compañía "Bomba Chile"                                                        | 20 de noviembre de 1959  | - Agua - Rescate                                | Av. 5 de Abril #4944 Estación Central |
| Decimoséptima Compañía "Bomba Los Cerrillos"                                              | 24 de marzo de 1963      | - Agua - Materiales peligrosos                  | Abate Molina #919 Santiago            |
| Decimoctava Compañía "Bomba Vitacura"                                                     | 6 de septiembre de 1967  | - Agua - Abastecimiento - Materiales peligrosos | Gerónimo de Alderete #1218 Vitacura   |
| Decimonovena Compañía "Bomba Lo Barnechea"                                                | 1 de octubre de 1967     | - Agua - Rescate                                | Av. Raúl Labbé #12863 Lo Barnechea    |
| Vigésima Compañía "Apoquindo"                                                             | 24 de junio de 1970      | - Rescate Agreste - Rescates - Agua             | Av. Las Condes #6878 Las Condes       |
| Vigésima primera Compañía "Bomba Renca"                                                   | 26 de enero de 1951      | - Agua                                          | Nicanor Fojardo #1377 Renca           |
| Vigésima segunda Compañía "Bomba Independencia"                                           | 7 de mayo de 1954        | - Agua                                          | Av. Soberanía #980 Independencia      |

## Competencias Bomberiles

### Competencia Interna José Miguel Besoaín
Consiste en una competencia entre compañías del Cuerpo donde se realiza un ejercicio y gana quién lo hace en el menor tiempo posible. Cada tipo de compañías (escalas y de agua) tiene un circuito y compiten entre las de su mismo tipo.
En la primera los participantes deben sortear obstáculos hechos con las mismas escaleras para luego construir un puente de escalas y lograr cruzar el espacio determinado. En la modalidad agua, los cuerpos de bomberos deben probar su puntería para botar blancos fijos, simulando el control de las llamas, siendo un total de 12 el puntaje perfecto.
Se realiza anualmente desde 1877. Lleva el nombre del voluntario de la 1a Compañía José Miguel Besoaín Muñoz ya que este, en 1928 donó anónimamente los fondos necesarios para que se premiara anualmente a las compañías ganadoras; por lo que después de su muerte en 1933, el Directorio decidió nombrarla en su honor.
Los ganadores de la última versión de la competencia el 11 de noviembre de 2018, fueron la Decimoctava Compañía en competencia de agua y la Sexta Compañía en el movimiento de escalas.

Ranking de los lugares ocupados por las Compañías en la Competencia, desde 1929
| Compañías de Agua | Compañías de Agua | Compañías de Agua | Compañías de Agua | Compañías de Escala | Compañías de Escala | Compañías de Escala |
| 1er lugar         | 2do lugar         | 3er lugar         | 4to lugar         | 1er lugar           | 2do lugar           | 3er lugar           |
| 5a:12             | 5a: 11            | 4a: 3             | 14a: 6            | 6a: 21              | 7a: 6               |                     |
| 4a: 11            | 4a: 10            | 5a: 3             | 13a: 3            | 7a: 13              | 8a: 6               |                     |
| 13a: 6            | 10a: 5            | 10a: 4            | 3a: 2             | 8a: 6               | 6a: 4               |                     |
| 18a: 4            | 3a: 4             | 14a: 3            | 4a: 2             | 15a: 3              | 15a: 3              |                     |
| 1a: 3             | 1a: 3             | 1a: 2             | 5a: 2             | 12a: 2              |                     |                     |
| 10a: 2            | 2a: 3             | 2a: 1             | 17a: 1            |                     |                     |                     |
| 14a: 2            | 11a: 3            | 3a: 1             |                   |                     |                     |                     |
| 2a: 1             |                   |                   |                   |                     |                     |                     |
| 11a: 1            |                   |                   |                   |                     |                     |                     |
| 20a: 1            |                   |                   |                   |                     |                     |                     |

## Monumento al Bombero Voluntario de Santiago

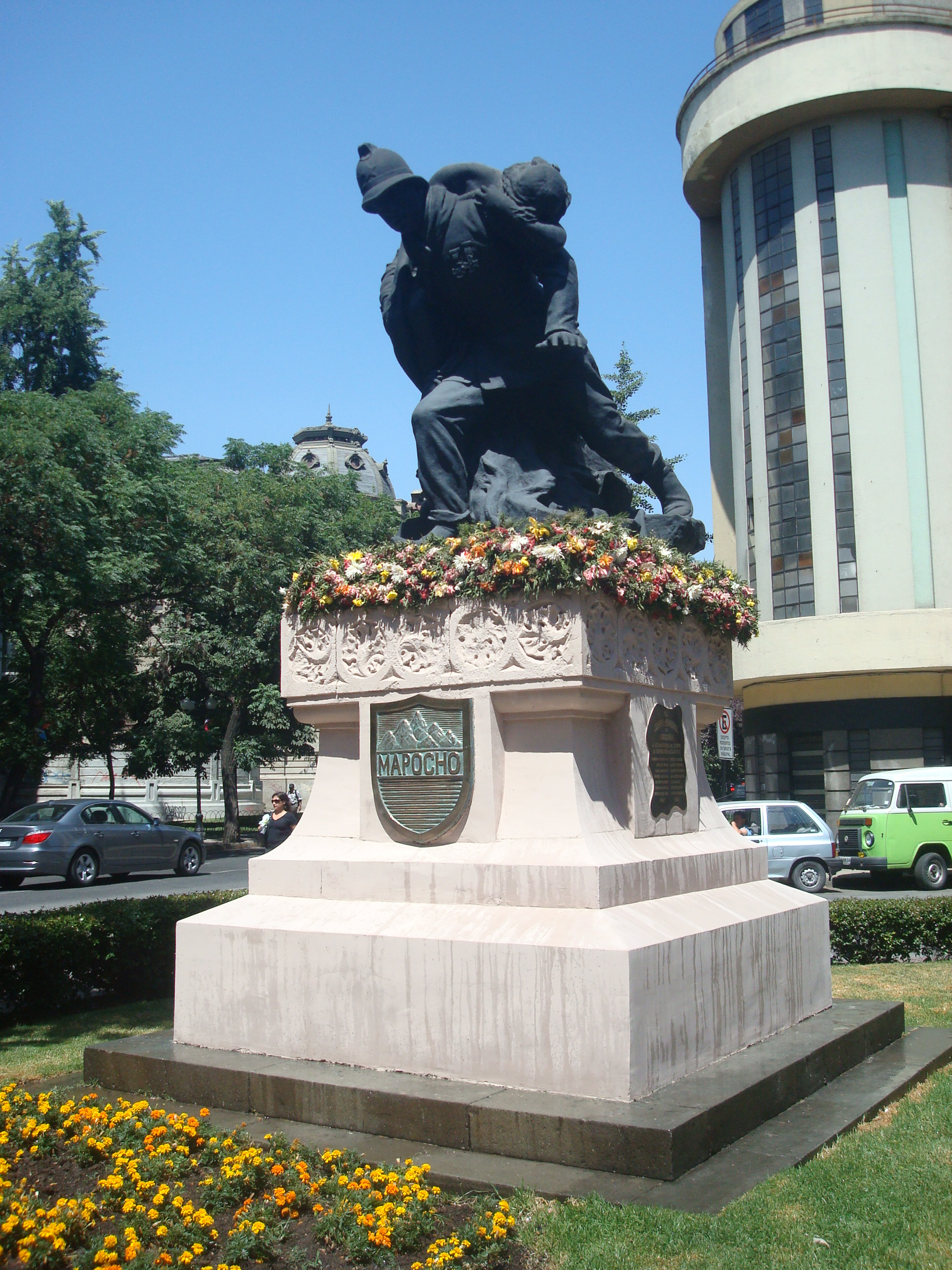
Monumento al bombero voluntario de Santiago (1913).

Fue instalado en 1913 por la Municipalidad de Santiago en el 50.º aniversario de la fundación del Cuerpo de Bomberos de Santiago (20 de diciembre de 1863). La escultura es obra del artista español Antonio Coll y Pi. 
Se encuentra ubicado en el Parque Forestal, cerca del Museo de Arte Contemporáneo de Santiago, en una plazoleta bautizada Ismael Valdés Vergara, quien fue bombero voluntario y fundador de la Quinta Compañía «Arturo Prat».

## Museo del Cuerpo de Bomberos de Santiago
El 30 de junio de 1980, se inaugura el primer Museo del Cuerpo de Bomberos de Santiago, denominado José Luis Claro en honor a su fundador. Ubicado en las dependencias del Cuartel General, en la calle Santo Domingo 978, se componía de dos salas, donde se exhibían fotografías de material mayor, acuarelas de uniformes, equipos antiguos, cascos y piezas de material menor, como pitones, mangueras, llaves, entre otros, Su curador fue el voluntario honorario de la Quinta compañía Agustín Gutiérrez Valdivieso.
El objetivo era uno solo: destacar la importancia de los servicios prestado por los Bomberos a la ciudad y al país en el siglo XIX.
Otra dependencia destacada del Museo era el rincón internacional, donde se presentaban cascos, insignias y distintivos de los Cuerpo de bomberos de Alemania, Gran Bretaña, Suiza, Estados Unidos y Nueva Zelanda principalmente.
El Museo funcionó hasta el año 2010, fecha en que un terremoto afectó gravemente las instalaciones del Cuartel General, quedando las salas de exhibición completamente destruidas.
Con el proyecto Legado Bicententario, se pudo restaurar y rehabilitar parte de las dependencias Cuartel General. Sin embargo, las salas relacionadas con el Museo no pudieron ser recuperadas. De esta manera, gracias a un aporte del Gobierno Regional Metropolitano, se inicia el proceso de restauración del Museo, que incluyó la plaza “Alfredo Santa María”. Así, a finales del año 2015 se terminó la obra gruesa.
De forma simultánea, desde el año 2013, empezaron los trabajos en la nueva museografía: se realizó el guion, se diseñó el mobiliario y gráfica, se realizó la conservación y restauración de las colecciones, con el fin de inaugurar el Museo de Bomberos de Santiago (MuBo), bajo los mejores estándares de calidad y servicio al público.